# Nettapus
A Nettapus  a madarak osztályának lúdalakúak (Anseriformes) rendjébe, a récefélék (Anatidae) családjába, azon belül a  réceformák (Anatinae) alcsaládjába tartozó nem.

## Rendszerezésük
A nemet Johann Friedrich von Brandt írta le 1836-ban, az alábbi 3 faj tartozik ide:
- afrikai törpelúd vagy bantu törpelúd (Nettapus auritus)
- örvös törpelúd (Nettapus coromandelianus)
- kendermagos törpelúd (Nettapus pulchellus)